# Dennis Villarojo
Dennis Cabanada Villarojo (ur. 18 kwietnia 1967 w Cebu City) – filipiński duchowny katolicki, biskup Malolos od 2019.

## Życiorys

### Prezbiterat
Święcenia kapłańskie otrzymał 10 czerwca 1994 i został inkardynowany do archidiecezji Cebu. Przez wiele lat pracował jako arcybiskupi sekretarz. W 2010 przydzielony do parafii Niepokalanego Serca Maryi w Cebu City w charakterze moderatora miejscowych duszpasterzy. W 2015 mianowany także sekretarzem generalnym Międzynarodowego Kongresu Eucharystycznego odbywającego się w Cebu.

### Episkopat
3 lipca 2015 papież Franciszek mianował go biskupem pomocniczym archidiecezji Cebu oraz biskupem tytularnym Gisipa. Sakry biskupiej udzielił mu 10 sierpnia 2015 metropolita Cebu - arcybiskup Jose Palma.
14 maja 2019 został mianowany biskupem ordynariuszem diecezji Malolos.